# Bibliothèque Mode de vie

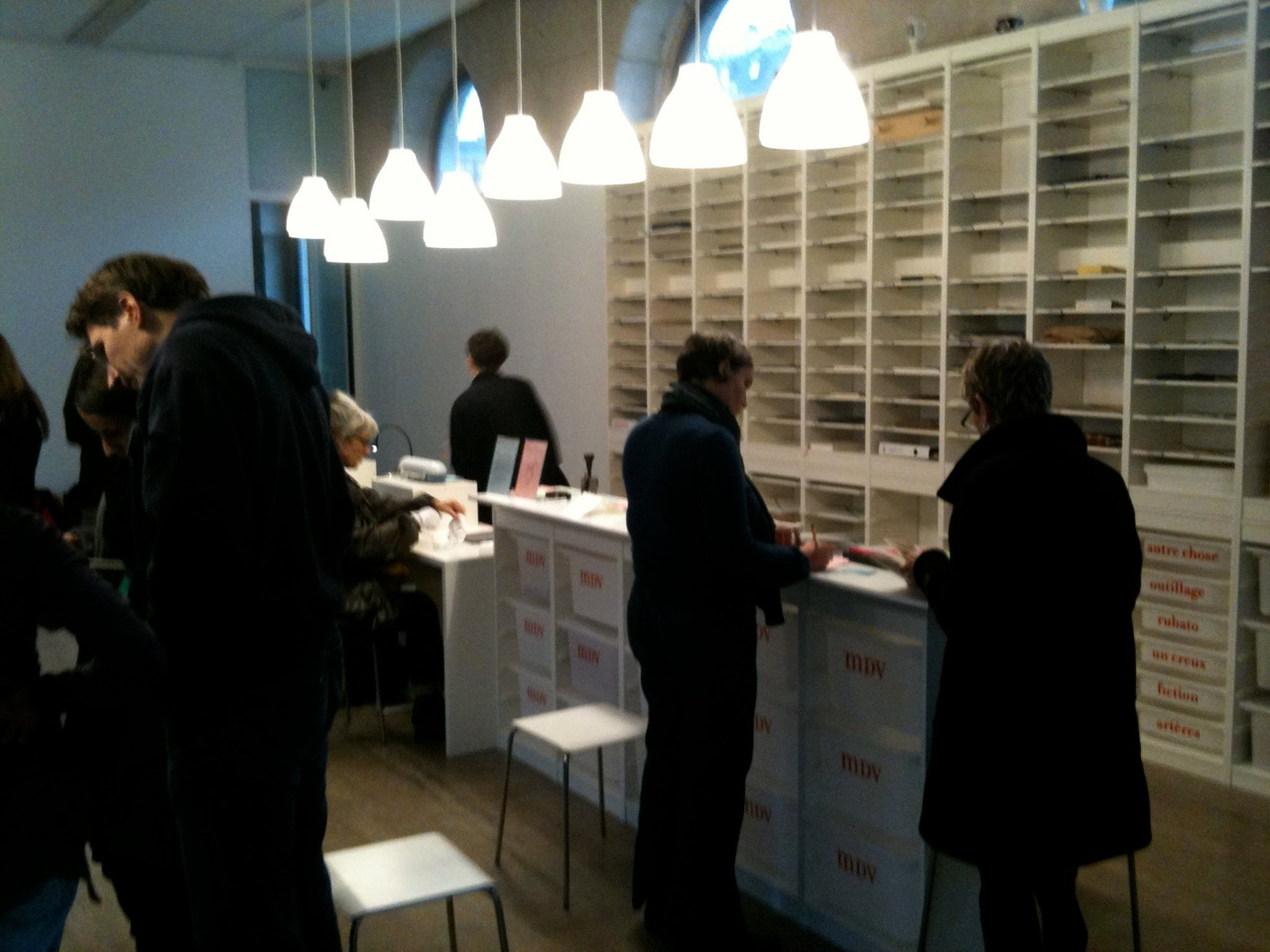
La bibliothèque Mode de vie au cours de son unique ouverture au public (octobre-novembre 2010).

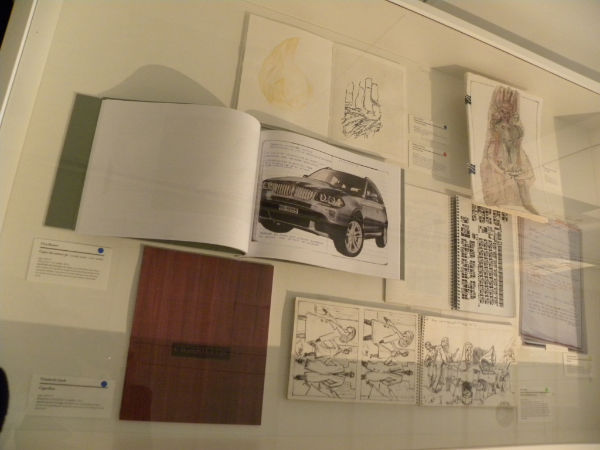
Quelques livres de la bibliothèque Mode de vie.

Constituée de 115 livres uniques exposés une seule fois à Genève en octobre-novembre 2010 puis dispersés, la bibliothèque Mode de vie n'est pas une bibliothèque fictive, mais une bibliothèque de fiction, n'existant plus que dans le livre qui lui est consacré. La bibliothèque a aussi une dimension politique, puisqu'elle « dessine par touches successives les conditions d'existence et le fonctionnement de la micro-édition ».
Les 115 livres y sont photographiés, classés en 7 catégories : « artères » (un tuyau), « rubato » (un contretemps), « fiction » (un mensonge), « autre chose » (une surprise), « outillage » (une routine), « un creux » (un tic) et « le diable » (une maxime), décrits et commentés.
Quelques livres de la bibliothèque : Agam vs Absalom d'Alexandre Friederich, Paresse de Jacques Jouet, Recueil, de Claude-Hubert Tatot, Le voleur, de Hubert Renard, Condensation de Vivanne Van Singer, Cigarillos, d'Elisabeth Llach, Animaux de Marcel Miracle.

## Source
- Mode de vie, art&fiction, 2010  (ISBN 978-2-940377-36-7)
- Mode de vie, kit de démontage, art&fiction, 2011  (ISBN 978-2-940377-51-0)